# マーカリ・サンダース・フリソン
マーカリ・サンダース・フリソン（Markhuri Sanders-Frison、1988年6月15日 - ）は、アメリカ合衆国のプロバスケットボール選手。身長198cm、体重132kg。ポジションはセンター。

## 来歴
高校を卒業後、ジュニアカレッジでプレーした。カリフォルニア大学バークレー校に編入し、2009-2010年シーズンには先発10試合を含む31試合に出場した。シーズン後半には背中の故障により出場時間を減らした。4年次の2010-11年シーズンには7試合でダブルダブルを記録、チームトップの平均7.4リバウンドをあげ、10年ぶりにチームがパシフィック10カンファレンスで優勝するのに貢献した。この年シュート成功率58.9%を記録したが、これは大学のシーズン記録として歴代9位となる記録であった。卒業後、来日し東京エクセレンスに移籍。2013-14シーズンのリバウンドでリーグトップの15.16リバウンドをあげ、2位以下を多く引き離した。
2015年8月、大阪エヴェッサに移籍。同年12月に退団。